# دييغو فييرا
دييغو فييرا (بالإسبانية: Diego Viera)‏ (30 أبريل 1991 بأسونسيون في باراغواي - ) هو مدرب كرة قدم ولاعب كرة قدم باراغواياني في مركز الدفاع. شارك مع منتخب الباراغواي تحت 20 سنة لكرة القدم. أما مع النوادي، فقد لعب مع سبورتيفو لوكوينو وسيرو بورتينيو وغودوي كروز وTacuary ‏ وروبيو نيو ‏.

## وصلات خارجية
- دييغو فييرا على موقع قاعدة بيانات كرة القدم.إي يو (الإنجليزية)
- دييغو فييرا على موقع Soccerway.com (الإنجليزية)